# ГЕС Techi (Deji)
ГЕС Techi (Deji) – гідроелектростанція в центральній частині острова Тайвань. Знаходячись перед ГЕС Chingshan, становить верхній ступінь в каскаді на річці Dajia, яка дренує західний схил вододільного хребта острова та впадає до Тайванської протоки біля міста Тайчжун.
Перші станції каскаду на Dajia – ГЕС Tienlun та ГЕС Кукуан – ввели в експлуатацію у 1950-х та 1960-х роках відповідно. При цьому їх греблі не створювали значних резервуарів, що заважало ефективно використовувати ресурс зі сточища річки, котрий в періоди дощів в основному просто скидався через шлюзи. З цієї причини було важливо створити у верхній частині каскаду сховище для накопичення ресурсу в періоди великої водності. Призначена для цього гребля Techi за первісними планами повинна була мати висоту 237 метрів, що виводило б її на друге місце в світі після італійської Вайонт (відома пов’язаною з нею катастрофою 1963-го року). Разом з допоміжною кам'яно-накидною греблею вона б утримувала 554 млн м3 води, втім, у підсумку висоту зменшили до 180 метрів, що одночасно позбавило від потреби зводити допоміжну споруду.
Бетонна аркова гребля  Tachien при зазначеній вище висоті має довжину 290 метрів, ширину від 4,5 (по гребеню) до 20 (по основі) метрів та потребувала 456 тис м3 матеріалу (всього під час будівництва ГЕС використали 683 тис м3 бетону та провели екскавацію 1,55 млн м3 породи). Вона утримує витягнуте по долині річки на 14 км водосховище з площею поверхні 4,54 км2 та об’ємом 232 млн м3, з яких 184 млн м3 відносяться до корисного об’єму. Окрім власного стоку, сюди перекидається додатковий ресурс із річки Zhile (права притока Dajia, що впадає в неї після греблі), для чого споруджений тунель довжиною біля 4 км.
Облаштований біля греблі у підземному виконанні машинний зал має розміри 76х22 метри при висоті 40 метрів. Його обладнали трьома турбінами типу Френсіс потужністю по 78 МВт, які забезпечують виробництво 359 млн кВт-год електроенергії на рік.
Видача продукції відбувається по ЛЕП, розрахованій на роботу під напругою 154 кВ.